# 馬基爾·富斯
馬凱爾·恩盖·富爾茲 （英語：Markelle N'Gai Fultz，1998年5月29日—），美國職業籃球員，現效力于NBA萨克拉门托国王
富爾茲在大學時期效力華盛頓大學。在2017年NBA選秀中，以第一順位被费城76人選中，成為當屆NBA狀元。
在選秀會當下，富爾茲被認為是2017年選秀會中最好的球員，也被選中為狀元。
富爾茲在職業生涯的最初便因為神經性胸廓出口症候群而失去了他大學時期幾乎全部的外圍進攻手段，並且在後來也持續受到十字韌帶及骨折等傷病侵擾。由於包含罕見傷病在內的不運以及狀元的頭銜，富爾茲從職業生涯的開始便持續受到過於激烈的評價。

## 早年生涯
1998年5月29日，馬凱爾·富爾茲出生於馬里蘭州的上馬爾伯勒。父親在他出生後就拋棄了這個家庭，因此富爾茲從小就生長在單親家庭中，他是家中最小的孩子，和媽媽、姐姐相依為命，生活家計必須仰賴他的母親。早年的富爾茲對籃球激動不已，並受到當地教練基斯·詹宁斯的指導。為了將富爾茲送入有名的籃球學校，他的母親不惜省吃儉用，之後富爾茲順利進入海厄茨維爾的德麥沙天主教學校就讀。每當富爾茲進行比賽時，母親總是會親自到現場去給予他鼓勵。
然而在高二之前，富爾茲仍是一名不起眼的球員，他甚至難以躋身校隊，當時的富爾茲還只是一名身高僅179公分的瘦弱高中生。母親曾經帶著他去見德麥沙天主教學校的校隊總教練麥克·瓊斯，當時瓊斯並沒有留下太多情面，他直言不諱地告訴富爾茲他並不在校隊的名單裡，因為校隊人員已經滿員了，即便進入校隊，也只能做一名飲水機管理員，所以才將他從名單中裁掉。
華盛頓大學哈士奇隊的助理教練拉斐爾·奇瑞斯（Raphael Chillious）是最早注意到富爾茲天賦的人，他認為富爾茲如果繼續成長下去，將來有機會成為NBA的明星級球員。而被校隊拒於門外反而激發出富爾茲的鬥志。他經常在學校體育館裡練習到凌晨三點，在被下放到二隊之後，富爾茲在2014–15賽季場均能夠拿到16.5分、7.9籃板以及4.3助攻。逐漸打出了自己的名堂，他開始被各大學的球探以及媒體關注，聲望逐漸飆升。Rivals.com將富爾茲排名為第24名。
在升上高四後，有超過20所大學為富爾茲提供了獎學金，但他先後拒絕了肯塔基大學、北卡羅萊納大學教堂山分校、杜克大學、路易斯維爾大學以及亞利桑那大學等籃球名校的邀請，反而選擇了已經連續五年無緣NCAA錦標賽的華盛頓大學，富爾茲將其視作為一種挑戰。2016年3月31日，富爾茲獲選參加麥當勞高中全明星賽，並於比賽中攻下10分、6籃板和4助攻。期間他也代表美國青年隊參加美洲U18青年籃球錦標賽並獲得了金牌。富爾茲優異的表現讓他獲選為美洲U18青年籃球錦標賽MVP。在美國高中運動員資料中，富爾茲被評選為五星球員。

### 美國高中運動員資料
| 姓名 | 家鄉                                                        | 高中             | 身高                 | 體重        | 承諾日        |
| --- | ----------------------------------------------------------- | ---------------- | -------------------- | ----------- | ------------- |
| 馬凱爾·富爾茲 得分後衛 | 馬里蘭州上馬爾伯勒                                          | 德麥沙天主教學校 | 6英尺4英寸（1.93米） | 185磅（84） | 2015年8月21日 |
| 馬凱爾·富爾茲 得分後衛 | 招募星级： Scout： Rivals： 247Sports： ESPN： ESPN評分：96 |                  |                      |             |               |
| 總體新秀排名： Scout：3 Rivals：5 ESPN：7 |                                                             |                  |                      |             |               |
| - 附註：許多時候，Scout、Rivals、247Sports以及ESPN在身高體重的數據可能會不同 . - 在這種情況下選擇平均值，而ESPN grades滿分為100分。 來源： - . Scout.com. 外部链接存在于\|title= (帮助) - . Scout.com. - . Rivals.com. |                                                             |                  |                      |             |               |

## 大學生涯
富爾茲在2016年11月3日第一次代表華盛頓大學上陣，以表演賽的方式對陣西華盛頓大學。後備上陣的富爾茲，在出場時間23分鐘中最終得到14分，7籃板，5助攻，3失誤及1阻攻。在他對陣耶魯大學的第一場正式大學比賽中，富爾茲取得30分，7籃板以及6助攻。富爾茲整季的表現使得他成為大學籃球其中一個頂尖球員。他亦成為了太平洋十二校聯盟20年來取得最高平均得分的球員，以及自1994-1995年來第一位取得場均高於20分，5籃板及5助攻的球員。完成他第一個華盛頓大學的賽季後，富爾茲宣佈他會參加2017年NBA選秀。

### 大學統計數據
| 賽季    | 大學       | 上場次數 | 先發次數 | 上場時間 | 投篮命中率 | 三分球命中率 | 罚球命中率 | 篮板 | 助攻 | 抄截 | 阻攻 | 得分 |
| ------- | ---------- | -------- | -------- | -------- | ---------- | ------------ | ---------- | ---- | ---- | ---- | ---- | ---- |
| 2016–17 | 華盛頓大學 | 25       | 25       | 35.7     | 47.6       | 41.3         | 64.9       | 5.9  | 5.7  | 1.6  | 1.2  | 23.2 |
| 生涯    |            | 25       | 25       | 35.7     | 47.6       | 41.3         | 64.9       | 5.9  | 5.7  | 1.6  | 1.2  | 23.2 |

## 職業生涯
由於在大學時展現的全面性和流暢穩定的跳投，富爾茲在2017年NBA選秀開始之前便一直被認為是該年度狀元的不二人選。選秀前三天，費城76人發動交易，以探花籤和一個受保護的未來首輪籤向波士頓賽爾提克換回狀元籤。2017年6月22日，七六人在選秀會上以第一輪第一順位選中富爾茲。
2017年7月2日，富爾茲首次在NBA夏季聯賽中出場，在對上波士顿凯尔特人的比賽中攻下17分。2017年7月4日76人對上猶他爵士時，富爾茲以56％的投籃命中率獲得23分以及5次助攻和6個籃板。
2017年7月8日，富爾茲在對上金州勇士的比賽中，試圖封阻賈貝瑞·布朗的切入時，在跳起落下後踩到布朗的腳後跟，造成左腳踝扭傷，並缺席了夏季聯賽的剩餘賽事。同日，七六人也和富爾茲正式簽署了新秀合約。
在猶他州夏季聯賽中，富爾茲交出了場均上場24.5分鐘，20分、3.5籃板、3助攻的成績。

### 費城七六人（2017-2019）

#### 2017-18賽季
2017-18賽季開始時，七六人總教練布萊特·布朗決定讓富爾茲在2017–18賽季以替補後衛身份出發。2017年10月18日，富爾茲於對上華盛頓巫師的比賽中正式登上NBA舞台，上場18分鐘並得到10分、3籃板、1阻攻。此時的富爾茲雖然正常出賽，但大眾已經開始注意到富爾茲在投籃時出現與大學時期相去甚遠的不協調感。
在初次亮相後一個星期，七六人隊便於2017年10月25日宣佈富爾茲將因肩胛骨傷痛而無限期休戰。在休戰期間，七六人團隊始終無法確認富爾茲的傷病究竟是哪種傷病。七六人訓練師漢倫表示富爾茲出現了投球失憶症（YIPS）的典型症狀，但富爾茲在2019年否認自己患上投球失憶症。
2018年3月27日，富爾茲在缺席了68場比賽後，於對陣丹佛金塊的比賽中復出，替補出場14分鐘繳出10分、4籃板、8助攻的表現幫助七六人順利取勝。
於2018年4月12日對上密爾瓦基公鹿的比賽時，富爾茲繳出13分、10籃板、10助攻的大三元成績單。這場比賽後七六人成為史上首支以16連勝結束例行賽的球隊、富爾茲也以19歲又317天的年齡打破同梯榜眼朗佐·鮑爾所保持的聯盟最年輕大三元紀錄。
七六人以東區第三之姿晉級2018年季後賽。富爾茲在季後賽期間僅獲得3次出場機會，場均7.7分鐘拿下1.7分1籃板1.7助攻。七六人最終在東區第二輪以1比4敗給賽爾提克。

#### 2018-19賽季
雖然富爾茲在17-18賽季末段歸隊並參與了季後賽，但七六人團隊當時其實並沒有找出富爾茲究竟是什麼傷病。
2018-19賽季開始時，富爾茲正常出賽，在19場比賽中場均拿下8.2分3.7籃板3.1助攻，隨即被七六人再次擺進傷兵名單。休戰後，七六人正式確認了富爾茲投籃出問題的原因是神經性胸廓出口症候群，這是一種肩膀周遭的神經和血管受到壓迫、進而導致患部疼痛麻痺的傷病。最終為了治療神經性胸廓出口症候群，富爾茲缺席了球隊剩下的所有比賽。
2019年2月7日，七六人在治療過程中決定放棄富爾茲，並將富爾茲交易到奧蘭多魔術。

### 奧蘭多魔術（2019-2024）

#### 2019-20賽季
在2019年季中被交易後，魔術並沒有急著讓富爾茲復出，而是讓富爾茲專心治療。
2019-20賽季在季中由於肺炎疫情而延後賽程並成為了縮水賽季。富爾茲在這個賽季保持健康，整季僅缺席一場比賽並在72場比賽中先發60場，場均以46.5%命中率繳出12.1分3.3籃板5.1助攻1.3抄截的成績。這個賽季的魔術隊打出了33勝40敗的成績，以東區第八之姿挺進季後賽。
2019-20年季後賽，富爾茲先發出戰5場，交出12分2.2籃板5.2助攻1抄截的成績，魔術在首輪以1-4敗給密爾瓦基公鹿。

#### 2020-21賽季
2020-21賽季甫開季，魔術隊便與富爾茲簽下3年5000萬的延長合約。
富爾茲在20-21賽季開季時健康上陣。2021年1月7日，富爾茲在對上克里夫蘭騎士的比賽中左膝前十字韌帶撕裂，整季報銷。
20-21賽季的富爾茲在8場出賽中場均能夠繳出12.9分3.1籃板5.4助攻1抄截的成績。在富爾茲倒下前，魔術隊的戰績為6勝2敗。最終魔術隊整季打出21勝51敗戰績，位居東區第十四。

#### 2021-22賽季
2021-22賽季，富爾茲因為前一季的十字韌帶傷勢而缺席了前三分之二個賽季。這是富爾茲生涯首次錯過開季。
2022年2月28日，富爾茲復出。魔術隊將富爾茲的上場時間控制在場均20分鐘，富爾茲在最後的21場比賽中出戰18場，以47.4%命中率場均繳出10.8分2.7籃板5.5助攻1.1抄截的成績。
魔術隊在這個賽季以22勝60負的成績在東區墊底，最後在2022年選秀會上成功獲得狀元籤並選中六呎十吋的前鋒保羅·班凱羅。

#### 2022-23賽季
2022年9月，富爾茲在家中撞到桌角導致左腳大拇指骨折，錯過了開季。
2022年11月30日，富爾茲回歸賽場，在剩餘的比賽中僅缺席一場。這個賽季的富爾茲場均能以51.4%命中率攻下14分3.9籃板5.7助攻1.5抄截0.4阻攻，皆為生涯新高。
本季在富爾茲缺席比賽時，魔術打出了5勝17敗的戰績；當富爾茲出戰時，魔術打出了29勝31敗接近五成的勝率。最終魔術隊整季34勝48敗，位居東區第十三。

#### 2023-24賽季
23-24賽季，Fultz依然被大小傷病纏身，因此再次為了控管健康而調降上場時間。雖然場均跌至21.2分鐘7.8分2.8助攻，場均出手也下降到7.6次，但依然保持47.2%的高效命中率。
而過去幾季被球員傷病纏身的魔術也在這個賽季終於開始有所起色，打出47勝35敗的成績爬上東區第五。

### 萨克拉门托国王（2025-）
2025年2月12日，馬基爾·富斯与萨克拉门托国王签下一份合同。

## 國家隊職業生涯
在2016年的夏天，富爾茲入選了美國18歲以下青少年隊，並代表美國隊出賽。最後美國隊贏得了比賽，而富爾茲被選為比賽最有價值的球員。

## 職業生涯數據

### NBA例行賽數據統計
| 賽季    | 球隊 | 出賽 | 先發 | 平均上場時間(分鐘) | 投籃命中率(%) | 三分球命中率(%) | 罰球命中率(%) | 平均籃板 | 平均助攻 | 平均抄截 | 平均阻攻 | 平均得分 |
| ------- | ---- | ---- | ---- | ------------------ | ------------- | --------------- | ------------- | -------- | -------- | -------- | -------- | -------- |
| 2017–18 | PHI  | 14   | 0    | 18.1               | 40.5          | 0.0             | 47.6          | 3.1      | 3.8      | 0.9      | 0.3      | 7.1      |
| 2018–19 | PHI  | 19   | 15   | 22.5               | 41.9          | 28.6            | 56.8          | 3.7      | 3.1      | 0.9      | 0.3      | 8.2      |
| 2019–20 | ORL  | 72   | 60   | 27.7               | 46.5          | 26.7            | 73.0          | 3.3      | 5.1      | 1.3      | 0.2      | 12.1     |
| 2020–21 | ORL  | 8    | 8    | 26.9               | 39.4          | 25.0            | 89.5          | 3.1      | 5.4      | 1.0      | 0.3      | 12.9     |
| 2021–22 | ORL  | 18   | 3    | 20.0               | 47.4          | 23.5            | 80.6          | 2.7      | 5.5      | 1.1      | 0.3      | 10.8     |
| 2022–23 | ORL  | 60   | 60   | 29.6               | 51.4          | 31.0            | 78.3          | 3.9      | 5.7      | 1.5      | 0.4      | 14.0     |
| 生涯    |      | 191  | 146  | 26.3               | 47.2          | 27.8            | 73.4          | 3.5      | 5.0      | 1.2      | 0.3      | 11.8     |

### NBA季後賽數據統計
| 季後賽  | 球隊 | 出賽 | 先發 | 平均上場時間(分鐘) | 投籃命中率(%) | 三分球命中率(%) | 罰球命中率(%) | 平均籃板 | 平均助攻 | 平均抄截 | 平均阻攻 | 平均得分 |
| ------- | ---- | ---- | ---- | ------------------ | ------------- | --------------- | ------------- | -------- | -------- | -------- | -------- | -------- |
| 2017–18 | PHI  | 3    | 0    | 7.7                | 14.3          | -               | 75.0          | 1.0      | 1.7      | 0.6      | 0        | 1.7      |
| 2019–20 | ORL  | 5    | 5    | 29.4               | 40.0          | 37.5            | 85.7          | 2.2      | 5.2      | 1.0      | 0.6      | 12.0     |
| 生涯    |      | 8    | 5    | 21.3               | 37.3          | 37.5            | 81.8          | 1.8      | 3.9      | 0.9      | 0.4      | 8.1      |

## 外部連結
- 馬基爾·富斯在fiba.basketball（英语）
- 馬基爾·富斯在archive.fiba.com（archived）（英语）
- 馬基爾·富斯在NBA（英语）
- 馬基爾·富斯在Basketball-Reference.com（NBA）（英语）
- 馬基爾·富斯在Sports-Reference.com（NCAA）（英语）
- 馬基爾·富斯在ESPN（NBA）（英语）
- 馬基爾·富斯在Eurobasket.com（球員）（英语）
- 馬基爾·富斯在RealGM（英语）
- 馬基爾·富斯在Proballers（英语）